# Hải Tây (xã)
Hải Tây là một xã thuộc huyện Hải Hậu, tỉnh Nam Định, Việt Nam.
Xã Hải Tây có diện tích 6,34 km², dân số năm 2022 là 7.784 người, mật độ dân số đạt 1.227 người/km².